# یسیکا لیدبری
یسیکا لیدبری (سوئدی: Jessica Liedberg؛ زادهٔ ۷ اکتبر ۱۹۶۹) هنرپیشه اهل سوئد است.
از فیلم‌هایی که وی در آن نقش داشته‌است، می‌توان به قتل‌های ساندهام اشاره کرد.